# مبنى 55 وول ستريت
55 وول ستريت، المعروف سابقًا باسم مبنى بنك المدينة الوطني، هو مبنى مكون من ثمانية طوابق في وول ستريت بين شارعي ويليام وهانوفر في الحي المالي في مانهاتن السفلى في مدينة نيويورك بالولايات المتحدة. تم الانتهاء من الطوابق الثلاثة السفلى إما في عام 1841 أو 1842 كمبنى بورصة للتجار مكون من أربعة طوابق وصممه أيزاياه روجرز أشعيا بأسلوب الإحياء اليوناني. بين عامي 1907 و 1910 ، أزالت شركة مكيم ميد آند وايت الدور الرابع وأضافت خمسة طوابق لتبني المبنى الحالي.  تعد الواجهة وجزء من الداخل من معالم مدينة نيويورك، كما يعد المبنى معلم تاريخي وطني مدرج في السجل الوطني للأماكن التاريخية.